# XP-69 (航空機)

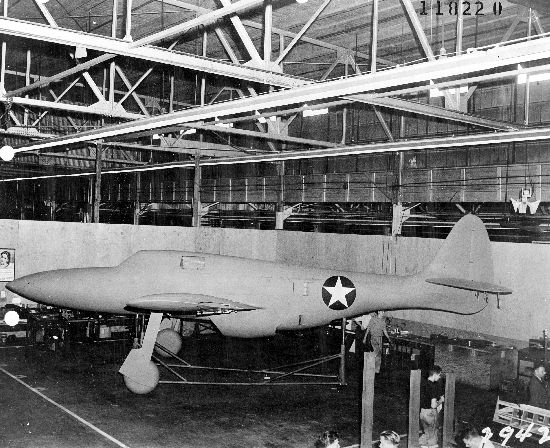
3/4スケールのモックアップ

XP-69は、第二次世界大戦中にアメリカ合衆国で開発されていた戦闘機。リパブリック社がアメリカ陸軍航空軍向けに開発していた機体である。モックアップ審査まで行われたが、実機の製作はされなかった。

## 概要
1941年7月にリパブリック社は、延長軸で機首の二重反転プロペラを廻す単座高高度戦闘機を提案し、試作の指示を受けた。本機は層流翼と与圧キャビンを持ち武装は37mm砲2門と12.7mm機関銃4挺を備えていた。1942年7月3/4大モックアップ審査を経て2機の発注を受けたが同社のXP-72が開発競合していたこともあり、1943年5月にキャンセルとなった。